# CX Возничего
CX Возничего (лат. CX Aurigae) — одиночная переменная звезда в созвездии Возничего на расстоянии приблизительно 154 световых лет (около 47 парсеков) от Солнца. Видимая звёздная величина звезды — от +12,3m до +11,7m.

## Характеристики
CX Возничего — оранжевый карлик, пульсирующая медленная неправильная переменная звезда (LB:) спектрального класса K8V или K7V. Радиус — около 0,65 солнечного, светимость — около 0,146 солнечной. Эффективная температура — около 4417 К.